# اولیویا سانچز
 اولیویا سانچز (فرانسوی: Olivia Sanchez‎؛ زاده ۱۷ نوامبر ۱۹۸۲) یک تنیس‌باز اهل فرانسه است.